# 穆罕默德-贾瓦德·阿扎里·贾赫罗米
穆罕默德-贾瓦德·阿扎里·贾赫罗米（波斯語：‎；1982年9月16日—），伊朗政治家、前情報官員。
贾赫罗米於2002年至2009年期間在情報與國家安全部任職，曾出任管理職務，其間參與對2009年綠色革命的鎮壓。2009年至2014年期間，擔任通信监管局通信系统安全部门的总经理。此後他以电信基础设施公司董事長的身份，依職權成為資訊和通信技術部副部長。2014年至2016年，擔任RighTel的非執行董事。2017年8月20日，他被任命為鲁哈尼内阁資訊和通信技術部副部長，成為該内閣中最年輕的部長，也是首位伊朗伊斯蘭革命之後出生的部長。
2019年11月，因其在伊朗政權大規模網路審查中扮演的角色，美國財政部批准凍結其在美國的一切資產，並禁止美國人與其開展業務。